# Carl Holtermann
Carl Ludvig Holtermann, född 23 januari 1866 i Hafslo, idag Lusters kommun, Sogn og Fjordane fylke, Norge, död 2 maj 1923 i Berlin, var en norsk botaniker och journalist verksam i Tyskland.
Holtermanns far var jurist och verkade vid sonens födelse som advokat. Han blev senare byfogde i Fredrikshald (Halden), där sonen gick på gymnasium. Holtermann blev student 1888 och började studera naturvetenskap vid universitetet i Kristiania (Oslo) men fortsatte i Tyskland, där han 1893 fick doktorsgrad (Dr. Phil.) vid universitetet i Bonn. Han var därefter assistent vid universitetet i Münster innan han 1897 blev docent i botanik i Berlin, där han 1902 fick professors titel.
Holtermann företog två längre studieresor till Sri Lanka, Borneo och Java. Hans forskning handlade om tropikernas växtvärld, där svamparna var hans huvudintresse. Under senare år var han i huvudsak verksam som journalist. Han var Berlinkorrespondent för de norska tidningarna Morgenbladet 1898–1900  och  Aftenposten 1901–1922. Under första världskriget besökte han som korrespondent vid flera tillfällen både öst- och västfronten. Holtermann var ogift. Han hade en framträdande plats inom den norska kolonin i Berlin.
Svampsläktet Holtermannia är uppkallat efter honom. Auktorsnamnet Holterm. kan användas för Carl Holtermann i samband med ett vetenskapligt namn inom botaniken; se Wikipediaartiklar som länkar till auktorsnamnet.